# タイ原子力平和利用事務局
タイ原子力平和利用事務局 (タイ語:สำนักงานปรมาณูเพื่อสันติ タイ略称:ปส.、英語：Office of Atoms for Peace:OAP）は、タイ王国 内閣 科学技術省の局レベル組織。1961年設置。 「タイ原子力庁」と呼称されることが多い。

## 概要
原子力平和利用事務局は、タイ王国の持続的な発展のために、原子力エネルギー利用に関する政策や企画の立案に責任を負っている機関である。原子力エネルギー関係、放射線および利用者の健康安全管理、原子力関連の許可・認証業務も行っている。また、首相が委員長を務める原子力エネルギー平和利用委員会（もしくは、タイ原子力委員会:Thai AEC）の事務局としても機能している。タイは国際原子力機関（IAEA）に加盟。

## 歴史
1961年4月25日、原子力エネルギー平和利用事務局（สำนักงานพลังงานปรมาณูเพื่อสันติ:OAEP）が、首相府 原子力委員会監督下の局レベル機関として設置された。
1962年、タイ王国研究用原子炉（TRR-1）が米国の支援を受け稼働。
1977年、TRIGA燃料を用いる研究用原子炉（TRR－1/M1（TRIGA MarkIII））に改修。現在タイで唯一の原子炉である。
1989年にはカナダ原子力公社（AECL）の技術協力を得てタイ照射センターが稼働。農業、医療、食品照射が行われるようになった。
2000年2月、コバルト60線源を装着した遠隔放射線治療器による被曝事故（サムットプラカーン被曝事故）が発生。
2002年10月3日、省庁再編の際に
原子力エネルギー平和利用事務局は、現在の原子力平和利用事務局に改称し、科学技術省の所属を変更した。その中で、研究開発部門は、タイ国家原子力技術研究所（TINT）に改組された。
1997年から始まった、オンカラック原子力研究センター（ศูนย์วิจัยนิวเคลียร์องครักษ์、Ongkharak Nuclear Research Center:ONRC）の建設がナコーンナーヨック県オンカラック郡で進行中であり、同施設には、新たに10MWのTRIGA研究炉が設置される予定である。現在、18棟の研究施設は完成しているが、反対運動があり原子炉の導入計画は凍結されている。

## 所在地
- バンコク　チャトゥチャック区 ラートヤーウ地区 16

（เลขที่ 16 แขวงลาดยาว เขตจตุจักร กรุงเทพฯ 10900）

## 部局
- 事務局長秘書局（สำนักงานเลขานุการกรม (สล.)）
- 原子力行政局（สำนักบริหารจัดการด้านพลังงานปรมาณู (สบ.) ）
- 放射線安全規制局 （สำนักกำกับดูแลความปลอดภัยทางรังสี (สร.)）
- 原子力エネルギー安全規制技術支援局 （สำนักสนับสนุนการกำกับดูแลความปลอดภัยจาก พลังงานปรมาณู (สส.)）
- 原子力安全規制局（สำนักกำกับดูแลความปลอดภัยทางนิวเคลียร์ (สน.) ）
- 内部監査室（กลุ่มตรวจสอบภายใน）
- 行政システム開発室 （กลุ่มพัฒนาระบบบริหาร）
- 学術室 （กลุ่มงานวิชาการ）
- 工学センター （ศูนย์วิศวกรรม）
- 情報通信技術センター （ ศูนย์เทคโนโลยีสารสนเทศ）

## 海外との関係
- 1994 - 2008年の間、日本原子力研究開発機構によって研究炉の安全運転に関する情報交換、人材協力が行われた[4]。

## 原子力発電所建設計画
- タイ発電公社（EGAT）が1967年に60万kW級の原子力発電所の建設を計画し、1974年に政府からの設置許可を一旦は取得した。その後スリーマイル島原子力発電所事故などの影響により計画中止。エネルギー需要の増加に伴い、1982年に調査が行われ、再び建設構想が第７電源開発計画（1992-2001年）の盛り込まれた。しかし、1994年、原発反対運動により無期限延期に追い込まれた。その後、さらなる電力需要の増加と地球環境問題の関心の高まりにより、1996年、フィジビリティ委員会が設置され、再度、建設のための調査が推進された[5]。2007年、スラユット政権の電源開発計画で原発建設計画が盛り込まれ、21年までに2 基、2000メガワットの開発が計画された。2009年に発表された新たな電源開発計画によると5つの原子力発電所で5000メガワットを賄う計画となっている[6]。この計画において、候補地はスラートターニー県の2か所とナコーンシータンマラート県、トラート県、ナコーンサワン県の１か所の候補地が選定されている。また原発に対しては、反対住民、環境NGOの反対運動も起こっている[7]。

- 2011年3月24日、日本で起きた東日本大震災に伴う福島第一原子力発電所事故を受けて、アピシット首相は原子力発電所建設計画の撤回を検討し始めており、原子力に頼らない代替エネルギー開発案を考慮しつつ、2年後をめどに結論を出すことになっている[8]。さらにエネルギー政策委員会は4月27日に原子力発電の導入計画を当初の2020年から2023年に3年延期。これにより、2010 - 2030年電源開発計画は当初より1基減り4基、合計出力4000メガワットに変更された[9]。国内で盛り上がる原発建設計画反対運動に対して、原発の推進派であるタイ発電公社では将来の電力不足がタイ経済や投資に悪影響を与える可能性が高く、また代替エネルギーは費用対効果、地理的な条件からタイになじまないとして政府に原発推進を支持するように働きかけを行っている[10]。

## 関連事項
- 科学技術省 (タイ)
- タイ国家原子力技術研究所